# Нульвимірний простір
Нульви́мірний про́стір в сенсі ind — топологічний простір, що володіє  базисом з множин одночасно відкритих і замкнутих в ньому.

## Варіації
Іноді нульвимірність простору розуміється вужче.
- Простір називається нульвимірним в сенсі dim, якщо у будь-яке його скінченне відкрите покриття можна вписати відкрите покриття, елементи якого не перетинаються (тобто має нульову розмірність Лебега).
- Простір називається нульвимірним в сенсі Ind, якщо будь-який окіл будь-якої його замкнутої підмножини містить відкрито-замкнутий окіл цієї підмножини.

## Властивості
- Кожен дискретний простір нульвимірний, проте нульвимірний простір може не мати ізольованих точок (приклад — простір  раціональних чисел {\displaystyle \mathbb {Q} }).
- Всі нульвимірні простори  цілком регулярні.
- Нульвимірність простору успадковується його підпросторами і веде за собою сильну незв'язність простору: єдиними зв'язними множинами в нульвимірному просторі є одноточкова і порожня. Однак остання властивість, що називається цілком незв'язністю, не рівнозначна нульвимірності. Існують ненульвимірні простори, в яких кожна точка може бути представлена у вигляді перетину деякого сімейства відкрито-замкнених множин, але серед таких просторів немає  компактних.
- У класі {\displaystyle T_{1}}-просторів нульвимірність в сенсі ind випливає як з нульвимірності в сенсі dim, так і з нульвимірності в сенсі Ind.
- У класі  метризовних просторів із зліченним базисом, а також у класі компактів зазначені три визначення нульвимірності рівносильні.
- Для всіх  метризовних просторів нульвимірність в сенсі dim рівносильна нульвимірності в сенсі Ind, проте відомий приклад нульвимірного в сенсі ind метризованого простору, яке не нульвимірно в сенсі Ind.
- Ні нульвимірність в сенсі dim, ні нульвимірність в сенсі Ind не успадковується, взагалі кажучи, підпросторами.
- Серед {\displaystyle T_{1}}-просторів нульвимірні простори в сенсі ind характеризуються з точністю до гомеоморфізму як підпростори узагальнених канторових дисконтинуумів, тобто добутків двокрапок.
- Будь-які  цілком регулярні простори можна отримати як образи нульвимірних просторів при досить хороших відображеннях, наприклад, при  ідеальних відображеннях і при  неперервних  відкритих відображеннях з  компактними прообразами точок.
- Однак неперервні відображення,  відкриті та  замкнуті одночасно, зберігають нульвимірність в сенсі ind і в сенсі Ind.